# Nachtjagdgeschwader 4
4-та нічна винищувальна ескадра (нім. Nachtjagdgeschwader 4 (NJG 4) — нічний винищувач Люфтваффе Другої світової війни. NJG 4 було сформовано 18 квітня 1941 року в Меці. Метою підрозділу було протистояти стратегічному нічному бомбардуванню Командування бомбардувальників Королівських ВПС. До командування підрозділу входили оберстлейтенант Вольфганг Тімміґ (жовтень 1943 – листопад 1944) і майор Хайнц-Вольфганг Шнауфер (20 листопада 1944 – 8 травня 1945).

## Начальники

### Geschwaderkommodore
- Майор Рудольф Столтенгоф, 18 квітня 1941 – 20 жовтня 1943[1]
- Оберстлейтенант Вольфганг Тімміґ, 20 жовтня 1943 – 14 листопада 1944[1]
- Майор Хайнц-Вольфганг Шнауфер, 14 листопада 1944 – 8 травня 1945[1]

### Gruppenkommandeur

#### I.Gruppe
- Майор Вільгельм Гергет, 1 вересня 1942 – грудень 1944[1]
- Гауптман Йоганнес Краузе, грудень 1944 – 8 травня 1945[1]

#### II.Gruppe
- Гауптман Теодор Россівалл, 1 жовтня 1942 – 13 січня 1943

#### III.Gruppe
- Гауптман Ганс-Карл Камп, 23 червня 1943 – 6 грудня 1944[2]
- Гауптман Людвіг Майстер, 6 грудня 1944 – 8 травня 1945[2]